# Crise économique balte
La crise économique balte  est une crise économique qui a touché l'Estonie, la Lettonie et la Lituanie en 2008 et 2009, en parallèle de la crise économique mondiale. 

## Statistique économique

### Croissance et récession
Selon Eurostat, durant cette crise, l'Estonie a vu son PIB baisser de -4,2% en 2008 et de -14,1% en 2009, la Lettonie de -3,3% en 2008, de -17,7% en 2009 et de -0,9% en 2010 et la Lituanie de -14,8% en 2009, tout en ayant par la suite retrouvées des taux de croissances élevés pour l'Union européenne. Malgré cette crise et les répercussions encore fortes que connaissent la Grèce, Chypre, le Portugal et l'Espagne, l'Estonie a adopté l'euro le 1er janvier 2011 et la Lettonie le 1er janvier 2014.

### Chômage et taux d'activité
Toujours selon Eurostat, le taux d'activité en Estonie est passé entre 2008 et 2009 de 77,0% à 69,9%, il est passé en Lettonie de 75,8% à 67,1% et en Lituanie de 72,0 à 67,2. 

## Crise et plan d'aide à la Lettonie
Durant cette crise économique, la Lettonie reçu une aide annoncé de l'Union européenne et le FMI de 7,5 milliards d'€, répartie sur 3 ans et conditionnée à une réduction draconienne des dépenses de l'État,. L'Union européenne devait accorder une aide de 3,1 milliards d'€, la Suède, le Danemark, la Finlande et la Norvège 1,8 milliard d'€, le FMI 1,7 milliard d'€, la Banque mondiale 0,4 milliard d'€ et les 500 millions restant auraient dû être réparti entre la Berd, la République tchèque, la Pologne et l'Estonie. 
Le plan d'aide est conditionné à une réduction draconienne des dépenses de l'État, limitée à 5 % du PIB (la prévision de récession étant de 5 % en décembre 2008). Les principales mesures sont :
- le nombre de fonctionnaires devrait diminuer d'au moins 30 % ;
- les fonctionnaires restants, notamment les enseignants, verront leur salaire diminuer de 20 % ;
- au total, les dépenses de l'État devraient baisser de 40 % en 2009[3].